# 中岡優介
中岡 優介（なかおか ゆうすけ、1979年12月17日 - ）は、主に関西を中心に活動する俳優・タレント。大阪府の出身。身長・182cm、体重・68kg。血液型・B型。エンズプロモーション所属。

## 人物
- 趣味はスノーボード、草野球。
- 特技は野球、バスケットボール、ウォーキング、殺陣。
- モデルとして活躍後、2004年より『おはよう朝日です』のリポーターを務める。その傍ら、俳優として、テレビドラマや舞台にも出演。おもに地元の大阪で活動している。

## 出演

### テレビドラマ
- よろず刑事 第5話（2006年、ABCテレビ） - アキラ 役
- ドラマ30・新・いのちの現場から2 第4週（2006年、毎日放送） - 若い頃の佐藤晋吾 役
- 土曜ナイトドラマ・桜2号（2006年、ABCテレビ） - 小西政樹 役
- 天使の悪戯（2007年、毎日放送） - 早瀬透 役
- ドラマ30・京都へおこしやす!（2008年、毎日放送） - 笠井洋一 役
- 土曜ナイトドラマ・幻影〜ゲンヱイ〜 第4話（2008年、ABCテレビ）
- ひるドラ・おちゃべり 第15話（2009年、毎日放送） - 和哉 役
- 万葉ラブストーリー 冬 第3話「貝ボタン」（2010年、NHK奈良） - 長谷川雄二 役
- HUNTER〜その女たち、賞金稼ぎ〜 第1話（2011年、関西テレビ）
- 土曜ワイド劇場・ミステリー作家六波羅一輝の推理 第2作「京都・陰陽師の殺人 洋館に響く悲鳴!」（2012年、ABCテレビ） - 八木零 役
- 月曜ゴールデン・遺品整理人 谷崎藍子 第3作（2012年、毎日放送）

### テレビその他
- おはよう朝日です（2004年6月 - 2011年3月、朝日放送） - リポーター
- チュー'sDAYコミックス 侍チュート!（毎日放送）
- ちょっときいてよ!生リク中（2006年7月 - 2008年6月、Music Japan TV） - レギュラーVJ
- ミュージックプラネット（スカイパーフェクTV!） - VJ
- ぷらっと旅気分（eo光チャンネル）‐リポーター

### ラジオ
- サタデーホットリクエスト・WEST（2003年5月 - 2004年3月、NHK-FM） - DJ

### CM
- 四国電力
- 中国銀行
- キング醸造「日の出料理酒」
- 小林製薬「スピードブレスケア」「セキピタン」
- 人材銀行.com
- 広島銀行
- 日産自動車「SNOW FLAKE」WEB
- メガネの愛眼「bit babe」
- フジワーク
- エースコック「飲み干す一杯」
- スマ婚
- 京阪電車「おけいはん・グッドデザイン賞受賞」篇
- ケイオプティコム
- エディオングループ「エコライフパートナー宣言」篇
- ディノス「できることを、きちんと。」篇

### 舞台
- 劇団グルポ・デ・マロ Vol.2「欲望のチュチャ」（2004年12月）
- 劇団グルポ・デ・マロ Vol.3「紺碧の記章」（2005年11月）
- 劇団グルポ・デ・マロ Vol.4「クックロビンのピラミッド」（2006年12月）
- 秋山シュン太郎プロデュース「True colors」（2008年9月）
- 劇団SE・TSU・NA「SANTA×CROSS」（2008年12月）
- カンセイの法則 Vol.6「ドラフト会議中?の人たち」（2009年4月）
- 中高年ミュージカル劇団 発起塾設立10周年記念事業「大復活〜その気にさせないで編〜」（2009年9月）
- 霜月物語（2009年11月）
- ATERECO TERECO（2010年7月）
- 劇団SE・TSU・NA「ヂャンバラッ!」（2010年10月）
- テノヒラサイズの致命的誤謬（2011年3月）

### PV
- 紺風少年「ラウンドバイクのテーマ」